# Nadiža s pritoki
Nadiža s pritoki este o arie protejată (arie specială de conservare — SAC, sit de importanță comunitară — SCI) din Slovenia întinsă pe o suprafață de 152,69 ha, integral pe uscat.

## Localizare
Centrul sitului Nadiža s pritoki este situat la coordonatele 46°15′00″N 13°28′53″E / 46.25°N 13.4814°E.

## Înființare
Situl Nadiža s pritoki a fost declarat sit de importanță comunitară în aprilie 2004 pentru a proteja 6 specii de animale. Situl a fost protejat și ca arie specială de conservare în februarie 2012.

## Biodiversitate
Situată în ecoregiunea alpină, aria protejată conține 3 habitate naturale: Râuri de munte și vegetația erbacee de pe malurile acestora, Râuri de munte și vegetația lor lemnoasă cu Salix elaeagnos, Păduri ilirice de Fagus sylvatica (Aremonio-Fagion).
La baza desemnării sitului se află mai multe specii protejate:
- nevertebrate (2): Austropotamobius pallipes, Vertigo angustior
- pești (4): Barbus meridionalis, Barbus plebejus, zglăvoacă (Cottus gobio), Leuciscus souffia